# Sengsengebirge
Sengsengebirge är en bergskedja i Österrike.   Den ligger i förbundslandet Oberösterreich, i den centrala delen av landet, 170 km väster om huvudstaden Wien.
Sengsengebirge sträcker sig 17,0 km i öst-västlig riktning. Den högsta toppen är Hoher Nock, 1 963 meter över havet.
Topografiskt ingår följande toppar i Sengsengebirge:
- Brandleck
- Gamsplan
- Haltersitz
- Hochsengs
- Hoher Nock
- Kleinerberg
- Laubkögerl
- Rohrauer Größtenberg
- Rotgsol
- Schillereck
- Schöneck
- Siebenstein
- Sonntagsmauer
- Spering
- Steyreck

I omgivningarna runt Sengsengebirge växer i huvudsak blandskog. Runt Sengsengebirge är det ganska glesbefolkat, med 45 invånare per kvadratkilometer.